# Metalinhomoeus octacanthus
Metalinhomoeus octacanthus is een rondwormensoort uit de familie van de Linhomoeidae. De wetenschappelijke naam van de soort is voor het eerst geldig gepubliceerd in 1993 door Bussau.